# Woden (obwód Chaskowo)
Woden (bułg. Воден) – wieś w południowej Bułgarii, w obwodzie Chaskowo, w gminie Dimitrowgrad.